# اودا نوبوهیرو
اودا نوبوهیرو (به ژاپنی: 織田 信広) مرگ در ۱۳ اکتبر ۱۵۷۴، او بزرگترین پسر (نامشروع) اودا نوبوهیده رهبر خاندان اودا بود. برادر او اودا نوبوناگا بود که بزرگترین پسر مشروع پدرش به حساب می‌آمد.

## خانواده
- پدر: اودا نوبوهیده (۱۵۱۰–۱۵۵۱)
- برادران
  - اودا نوبوناگا (۱۵۳۴–۱۵۸۲)
  - اودا نوبویوکی (۱۵۳۶–۱۵۵۷)
  - اودا نوبوهارو (۱۵۷۰-۱۵۴۵)
  - اودا نوبوکانه (۱۵۴۸–۱۶۱۴)
  - اودا ناگاماسو (۱۵۴۸–۱۶۲۲)
  - اودا نوبوتوکی (مرگ ۱۵۵۶)
  - اودا نوبواوکی
  - اودا هیده‌تاکا (مرگ ۱۵۵۵)
  - اودا هیده‌ناری
  - اودا نوبوترو
  - اودا ناگاتوشی
- خواهران:
  - اوایچی (۱۵۴۷–۱۵۸۳)
  - اواینو